# Tuchiroa spicata
Tuchiroa spicata là một loài thực vật có hoa trong họ Đậu. Loài này được (Aubl.) Kuntze miêu tả khoa học đầu tiên năm 1891.